# Semivelhos
A Semivelhos é uma banda de rock brasileiro criada oficialmente em 2012, na cidade de Juazeiro, Bahia. Tendo lançado dois álbuns completos, um EP e um single, o grupo apresenta influências que vão desde Legião Urbana, Engenheiros do Hawaii e Raul Seixas até Strokes, Queens of The Stone Age, Nirvana e Metallica. Em 2014 a banda conquistou o Prêmio Caymmi de Música, com o videoclipe da canção "Além Mar", dirigido por Ricardo Spencer.

## História

### Formação
A banda foi formada em Juazeiro, Bahia, como projeto de Mamede Musser, músico juazeirense que foi um dos fundadores da também banda baiana Vivendo do Ócio. Após dar lugar a Dieguito Reis na Vivendo do Ócio, Mamede decide, em 2012, convidar seus amigos de adolescência André "Jhesus" Maturano, Pedro "Pepo" França, Anderson Lima e Bruno Andretti para formar o que se tornaria a Semivelhos.

### Primeiros trabalhos e Prêmio Caymmi de Música
Em 2013 lançam seu primeiro álbum, autointitulado Semivelhos. O álbum contêm dez músicas, entre elas os singles "Romances Antigos" e "Estúpida Vida", que em 2015 seria relançada como single seguido de videoclipe.
Em 2014 lançaram o EP intitulado Além Mar, que leva o nome da canção de trabalho. A canção título virou videoclipe dirigido pelo diretor Ricardo Spencer e no mesmo ano ganhou um dos prêmios mais importantes da música baiana, o 1º Premio Caymmi de Música, como melhor videoclipe escolhido na votação popular.

### Reformulação e segundo álbum
Após a saída de Anderson e Bruno, a banda decide convidar Egon Costa para assumir o contrabaixo e fixa a formação em um quarteto. Em 2016 lançam seu terceiro trabalho fonográfico, intitulado Antes do Fim. O trabalho conta com a produção de Egon Costa e colaborações de Luca Bori, antigo companheiro de Mamede Musser na Vivendo do Ócio, Felipe Wanderley, da banda juazeirense Sanitário Sexy, Davi Melo, o ex-integrante Iago Guimarães e Mario Camelo do Fresno. Segundo seus integrantes, "Como um todo o álbum representa para nós a última chance, como o próprio nome ‘Antes do Fim’ já diz. Nele colocamos todo o empenho de quem tem a última chance para poder fazer a carreira dar certo, ao mesmo tempo que evoluímos ao ponto de podermos dar o máximo".
Em 2018 retornam com a nova música: Vai Chover.

## Integrantes
Formação atual
- Pedro França – vocal e guitarra (2012 - atualmente)
- André Maturano – guitarra e backing vocal (2012 - atualmente)
- Mamede Musser – bateria e backing vocal (2012 - atualmente)
- Egon Costa – baixo (2014 - atualmente)

Ex-integrantes
- Anderson Lima – teclado (2012 - 2015)
- Bruno Andretti – baixo (2012 - 2014)
- Iago Guimarães – teclado (2015)

## Discografia
- 2013 - Semivelhos
- 2014 - Além Mar (EP)
- 2016 - Antes do Fim
- 2018 - Vai Chover (Single)

## Prêmios
- 1º Prêmio Caymmi de Música - Melhor Videoclipe na votação popular por "Além Mar" - 2014[2]